# Liste der Einträge im National Register of Historic Places im Clark County (Wisconsin)

Lage des Clark County in Wisconsin

Die Liste der Registered Historic Places im Clark County in Wisconsin führt alle Bauwerke und historischen Stätten im Clark County auf, die in das National Register of Historic Places aufgenommen wurden.

## Legende
| NRHP | Historic Place    |
| HD   | Historic District |

## Aktuelle Einträge
| [ 2 ] | Name                                     | Bild                                     | Eintragsdatum        | Lage                                                                               | Ort              | Beschreibung |
| ----- | ---------------------------------------- | ---------------------------------------- | -------------------- | ---------------------------------------------------------------------------------- | ---------------- | --- |
| 1     | Forrest D. and Marian Calway House       | Forrest D. and Marian Calway House       | 2005 ID-Nr. 05001297 | 318 East 4th Street 44° 33′ 39″ N, 90° 35′ 30″ W                                   | Neillsville      | 1917 im Colonial Revival genannten Baustil errichtetes Wohnhaus des Gerichtsreporters Forrest D. Galway und seiner Frau                                     |
| 2     | Clark County Jail                        | Clark County Jail                        | 1978 ID-Nr. 78000080 | 215 East 5th Street 44° 33′ 37″ N, 90° 35′ 36″ W                                   | Neillsville      | Das 1897 im Richardsonian-Romanesque-Stil errichtete Gefängnis enthält neben den Zellen für die Gefangenen auch die Wohnung des Sheriffs und seiner Familie |
| 3     | Decatur and Kate Dickinson House         | Decatur and Kate Dickinson House         | 2007 ID-Nr. 07000223 | 411 State Street 44° 33′ 34″ N, 90° 35′ 34″ W                                      | Neillsville      | 1891 im Queen Anne Stil errichtetes Wohnhaus |
| 4     | First Church of Christ, Scientist        | First Church of Christ, Scientist        | 2003 ID-Nr. 03000168 | 132 East 4th Street 44° 33′ 31″ N, 90° 35′ 44″ W                                   | Neillsville      | 1916 im neoklassizistischen Stil errichtetes Gebäude |
| 5     | Charles Foote House                      | Charles Foote House                      | 1997 ID-Nr. 97001443 | 5055 US 10 44° 33′ 9″ N, 90° 33′ 58″ W                                             | Town Pine Valley | 1878 im Italianate-Stil errichtetes Farmhaus |
| 6     | Herman M. and Hanna Hediger House        | Herman M. and Hanna Hediger House        | 2013 ID-Nr. 13000651 | 8 Grand Avenue 44° 34′ 11,2″ N, 90° 35′ 55,4″ W                                    | Neillsville      | |
| 7     | John and Maria Hein House                | John and Maria Hein House                | 2006 ID-Nr. 06000277 | 824 Hewett Street 44° 33′ 48″ N, 90° 35′ 44″ W                                     | Neillsville      | 1892 im Queen Anne Stil errichtetes Wohnhaus eines Mühlenbesitzers                                                                                          |
| 8     | Neillsville Downtown Historic District   | Neillsville Downtown Historic District   | 2000 ID-Nr. 00000701 | Block 500 Block Hewett Street und 118 West 6th Street 44° 33′ 38″ N, 90° 35′ 46″ W | Neillsville      | Zahlreiche aus Backsteinen errichtete Geschäftshäuser aus der zweiten Hälfte des 19. Jahrhunderts                                                           |
| 9     | Neillsville Masonic Temple Lodge No. 163 | Neillsville Masonic Temple Lodge No. 163 | 2004 ID-Nr. 04001134 | 316 Hewett Street 44° 33′ 40″ N, 90° 35′ 49″ W                                     | Neillsville      | 1928 errichteter Freimaurertempel; heute Kirche der pfingstlerischen Gemeinschaft Assemblies of God                                                         |
| 10    | Neillsville Post Office                  | Neillsville Post Office                  | 2000 ID-Nr. 00001257 | 619 Hewett Street 44° 33′ 40″ N, 90° 35′ 46″ W                                     | Neillsville      | 1940 errichtetes Postamt mit Wandmalerei |
| 11    | Neillsville Standpipe                    | Neillsville Standpipe                    | 2013 ID-Nr. 13000711 | 325 East 4th Street 44° 33′ 32,1″ N, 90° 35′ 25,7″ W                               | Neillsville      | |
| 12    | Omaha Hotel                              | Omaha Hotel                              | 2013 ID-Nr. 13000101 | 317 West 7th Street 44° 33′ 41,5″ N, 90° 35′ 59,2″ W                               | Neillsville      | 1892 errichtetes zweistöckiges Hotel in der Nähe des Bahnhofs der früheren Omaha Road                                                                       |
| 13    | Owen High School                         | Owen High School                         | 2004 ID-Nr. 04000848 | 101 East 3rd Street 44° 56′ 51″ N, 90° 33′ 53″ W                                   | Owen             | 1921 im Stil der Prairie Houses errichtete Schule |
| 14    | Robert Schofield House                   | Robert Schofield House                   | 1982 ID-Nr. 82000643 | 303 West Schofield Avenue 44° 45′ 46″ N, 90° 36′ 4″ W                              | Greenwood        | 1890 im Italianate-Stil errichtetes Wohnhaus des Farmers und Holzunternehmers Robert Schofield                                                              |
| 15    | The Silver Dome Ballroom                 | The Silver Dome Ballroom                 | 1997 ID-Nr. 97000647 | US 10 44° 33′ 54″ N, 90° 41′ 57″ W                                                 | Town of Hewett   | 1933 errichtete Tanz- und Veranstaltungshalle |
| 16    | Charles C. and Katharyn Sniteman House   | Charles C. and Katharyn Sniteman House   | 2011 ID-Nr. 11000716 | 319 Hewett Street 44° 33′ 31″ N, 90° 35′ 48″ W                                     | Neillsville      | Um 1915 errichtetes Wohnhaus |
| 17    | George W. and Sarah Trogner House        | George W. and Sarah Trogner House        | 2005 ID-Nr. 05000953 | 108 Grand Avenue 44° 33′ 19″ N, 90° 35′ 52″ W                                      | Neillsville      | 1897 im Queen Anne-Stil errichtetes Wohnhaus |
| 18    | William B. and Jennie Tufts House        | William B. and Jennie Tufts House        | 2012 ID-Nr. 11001045 | 321 East 4th Street 44° 33′ 32,1″ N, 90° 35′ 32,1″ W                               | Neillsville      | 1934 im Spanish Revival genannten Baustil errichtetes Wohnhaus des Navy-Fluglehrers William B. Tufts und seiner Frau                                        |
| 19    | Wisconsin Pavilion                       | Wisconsin Pavilion                       | 2012 ID-Nr. 12000021 | 1201 East Division Street 44° 33′ 11″ N, 90° 34′ 48,2″ W                           | Neillsville      | Für die Weltausstellung 1964 in New York im Stil der Moderne errichteter Pavilion                                                                           |

## Frühere Einträge
| [ 2 ] | Name                | Bild                | Eintragsdatum        | Lage                                          | Ort         | Beschreibung                                                               |
| ----- | ------------------- | ------------------- | -------------------- | --------------------------------------------- | ----------- | -------------------------------------------------------------------------- |
| 1     | Grand Avenue Bridge | Grand Avenue Bridge | 1984 ID-Nr. 84000688 | Grand Avenue 44° 34′ 12,1″ N, 90° 35′ 53,1″ W | Neillsville | 1884 errichtete stählerne Fachwerkbrücke; 1987 aus dem Register gestrichen |